# Leaders Cup
La Leaders Cup es una competición de baloncesto de carácter anual con formato de copa que se desarrolla en Francia. Fue creada en 2013 y está organizada por la Liga Nacional de Baloncesto de Francia. El formato es el de "final a 8", y está inspirada en la Copa del Rey de Baloncesto española. Al término de la primera vuelta de la competición de la liga francesa, los 7 primeros clasificados y el equipo anfitrión disputan el torneo que consta de cuartos de final, semifinales y final, consiguiendo el equipo vencedor una plaza en el FIBA EuroChallenge del año siguiente.

## Historia

### Tournoi des As (1988 - 1993)
El Tournoi des As (Torneo de Ases) es el antecesor de esta competición. Se puso en marcha en 1988, y se disputaba bajo el formato de Final Four. Los cuatro primeros equipos de la competición, al finalizar la misma, se enfrentaban durante dos días.

### Semaine des As (desde 2003)
Tras interrumpirse la competición durante 10 años, en 2003 se retomó el torneo, cambiando de fórmula y de denominación, a imagen y semejanza de muchas de las competiciones de Copa que se celebran en Europa. La primera edición se celebró en Pau. La competición se desarrolla habitualmente en el mes de febrero, siendo tremendamente disputada, lo que se demuestra al ver que solamente un equipo ha conseguido repetir victoria en todos estos años, el Le Mans Sarthe Basket, que ganó en 2006 y 2009. El actual campeón es el equipo del BCM Gravelines.

## Resultados
| Temporada      | Campeón                  | Marcador       | Finalista             | Pabellón                              | Localidad        | MVP                 |
| Tournoi des As | Tournoi des As           | Tournoi des As | Tournoi des As        | Tournoi des As                        | Tournoi des As   | Tournoi des As      |
| -------------- | ------------------------ | -------------- | --------------------- | ------------------------------------- | ---------------- | ------------------- |
| 1987-88        | CSP Limoges              | 88–85          | Cholet Basket         |                                       |                  |                     |
| 1988-89        | FC Mulhouse Basket       | 82–80          | Cholet Basket         |                                       |                  |                     |
| 1989-90        | CSP Limoges              | 87–84          | Cholet Basket         |                                       |                  |                     |
| 1990-91        | Élan Béarnais Pau-Orthez | 68–65          | CSP Limoges           |                                       |                  |                     |
| 1991-92        | Élan Béarnais Pau-Orthez | 83–75          | CSP Limoges           |                                       |                  |                     |
| 1992-93        | Élan Béarnais Pau-Orthez | 71–58          | Cholet Basket         |                                       |                  |                     |
| Semaine des As |                          |                |                       |                                       |                  |                     |
| 2002-03        | Élan Béarnais Pau-Orthez | 101–80         | STB Le Havre          | Palais des Sports de Pau              | Pau              |                     |
| 2003-04        | JDA Dijon                | 62–60          | Le Mans               | Palais des Sports de Mulhouse         | Mulhouse         |                     |
| 2004-05        | SLUC Nancy               | 112–76         | BCM Gravelines        | Maison des Sports de Clermont-Ferrand | Clermont-Ferrand |                     |
| 2005-06        | Le Mans                  | 78–60          | JL Bourg-en-Bresse    | Palais des Sports de Dijon            | Dijon            | Eric Campbell       |
| 2006-07        | Roanne                   | 87–82          | Le Mans               | Palais des Sports Jean Weille         | Nancy            | Marc Salyers        |
| 2007-08        | Cholet Basket            | 67–40          | JA Vichy              | Palais des Sports de Toulon           | Toulon           | Nando de Colo       |
| 2008-09        | Le Mans                  | 74–64          | Orléans               | Salle des Docks Océane                | Le Havre         | David Bluthenthal   |
| 2009-10        | ASVEL                    | 70–69          | Orléans               | Astroballe                            | Villeurbanne     | Mindaugas Lukauskis |
| 2010-11        | Gravelines Dunkerque     | 79–71          | Chalon-sur-Saône      | Palais des Sports de Pau              | Pau              | Yannick Bokolo      |
| 2011-12        | Chalon-sur-Saône         | 73–66          | Gravelines Dunkerque  | Halle André-Vacheresse                | Roanne           | Blake Schilb        |
| Leaders Cup    |                          |                |                       |                                       |                  |                     |
| 2012-13        | BCM Gravelines           | 77–69          | Strasbourg IG         | Disneyland Paris                      | París            | Ludovic Vaty        |
| 2013-14        | Le Mans                  | 74–64          | Nanterre              | Disneyland Paris                      | Paris            | João Paulo Batista  |
| 2014-15        | Strasbourg               | 60–58          | Le Mans               | Disneyland Paris                      | Paris            | Antoine Diot        |
| 2015-16        | Monaco                   | 99–74          | Élan Chalon           | Disneyland Paris                      | Paris            | Jamal Shuler        |
| 2016-17        | Monaco                   | 95–91          | ASVEL                 | Disneyland Paris                      | Paris            | Sergii Gladyr       |
| 2017-18        | Monaco                   | 83-78          | Le Mans Sarthe Basket | Disneyland Paris                      | Paris            | D.J. Cooper         |
| 2018-19        | Strasbourg               | 98-97          | JL Bourg-en-Bresse    | Disneyland Paris                      | Paris            | Jarell Eddie        |
| 2019-20        | JDA Dijon                | 77 – 69        | ASVEL                 | Disneyland Paris                      | Paris            | Rasheed Sulaimon    |
| 2020-21        | Suspendida               | Suspendida     | Suspendida            | Suspendida                            | Suspendida       | Suspendida          |
| 2021-22        | Suspendida               | Suspendida     | Suspendida            | Suspendida                            | Suspendida       | Suspendida          |
| 2022-23        | ASVEL                    | 83–74          | JL Bourg-en-Bresse    | Arena Saint-Étienne Métropole         | Saint-Chamond    | Nando de Colo       |
| 2023-24        | Paris                    | 90–85          | Nanterre              | Arena Saint-Étienne Métropole         | Saint-Chamond    | T. J. Shorts        |

### Palmarés
| Equipo             | Campeón | Finalista | Años campeón           |
| ------------------ | ------- | --------- | ---------------------- |
| Pau-Orthez         | 4       | 0         | 1991, 1992, 1993, 2003 |
| Le Mans            | 3       | 3         | 2006, 2009, 2014       |
| Monaco             | 3       | 0         | 2016, 2017, 2018       |
| ASVEL              | 2       | 2         | 2010, 2023             |
| Limoges            | 2       | 2         | 1988, 1990             |
| Gravelines         | 2       | 2         | 2011, 2013             |
| Strasbourg         | 2       | 1         | 2015, 2019             |
| Dijon              | 2       | 0         | 2004, 2020             |
| Cholet             | 1       | 4         | 2008                   |
| Élan Chalon        | 1       | 2         | 2012                   |
| Paris              | 1       | 0         | 2024                   |
| Mulhouse           | 1       | 0         | 1989                   |
| Nancy              | 1       | 0         | 2005                   |
| Roanne             | 1       | 0         | 2007                   |
| JL Bourg-en-Bresse | 0       | 3         |                        |
| Orléans            | 0       | 2         |                        |
| Le Havre           | 0       | 1         |                        |
| Vichy              | 0       | 1         |                        |
| Nanterre           | 0       | 2         |                        |